# Nueva primavera
Nueva primavera (en inglés: New Spring) es una novela de fantasía del autor estadounidense Robert Jordan, una precuela de la serie La rueda del tiempo.

## Antecedentes de la publicación
Nueva primavera fue originalmente publicada como una novela corta en la antología de ficción especulativa editada por Robert Silverberg y titulada Legends: Short Novels by the Masters of Modern Fantasy. Publicada por Tor Books, esta antología fue lanzada el 15 de septiembre de 1999, entre la publicación de El camino de dagas en 1998 y la publicación de El corazón del invierno en 2000.
Robert Jordan más tarde expandió la novela corta en una novela independiente (aunque de longitud significativamente más corta que los libros típicos de La rueda de tiempo), que luego fue publicada por Tor Books en enero de 2004, entre la publicación de Encrucijada en el crepúsculo en 2003 y la publicación de Cuchillo de sueños en 2005.
La novela fue originalmente concebida como la primera de una trilogía de novelas de precuelas. El segundo y el tercero debían enfocarse en Tam sirviendo en el ejército de Illian y el descubrimiento de Rand y los viajes y descubrimientos de Moraine y Lan para llegar a Dos Ríos justo antes de los eventos de la primera novela. El plan original de Jordan era completar esta trilogía antes de los libros 11 y 12 de la serie principal, pero quedó decepcionado con la recepción de Nueva primavera y decidió posponer esto hasta que se completara la serie principal. Sin embargo, su muerte el 16 de septiembre de 2007, antes de la finalización de la novela final de la serie, hace que la finalización de la trilogía sea muy poco probable.
La primera edición de bolsillo de Nueva primavera, lanzada el 13 de junio de 2005, les dio a los lectores la primera mirada a Cuchillo de sueños, ya que presentaba un fragmento del prólogo.

## Resumen de la trama
Nueva primavera describe eventos que tienen lugar veinte años antes de los eventos de El ojo del mundo. La historia comienza en los últimos días de la Guerra de Aiel y la Batalla de las Paredes Brillantes alrededor de Tar Valon. Se desarrolla principalmente en Tar Valon y las tierras fronterizas, específicamente Kandor.
Nueva primavera se enfoca principalmente en Moiraine Damodred y Siuan Sanche, dos Aes Sedai nuevas en la hermandad, y cómo una joven Moraine se convirtió en Aes Sedai, conoció a Lan Mandragoran y lo convirtió en su guardián. La novela también explica cómo Moraine y Siuan presenciaron la profecía del renacimiento del Dragón y comenzaron a investigar el Ciclo de Karaethon, las Profecías del Dragón, décadas antes de descubrir a Rand al'Thor.

## Novela gráfica
También es el primero de los trabajos de Jordan en adaptarse al formato de novela gráfica. El número 1 se publicó en julio de 2005. Fue producido por DB Pro, quien previamente adaptó The Legend of Huma de Richard A. Knaak y The Hedge Knight de George R. R. Martin y publicado por Red Eagle Entertainment.
Los cómics fueron adaptados por Chuck Dixon, ilustrados por Mike S. Miller, coloreados por Etienne St Laurent, editados por Ernst Dabel, escritos por Artmonkeys, con diseño de Bill Tortolini.
Los ocho números fueron recopilados y relanzados juntos como una novela gráfica única en enero de 2011. Incluye material adicional como las páginas de los guiones y la correspondencia entre Jordan y Dixon.